# Enhydrosoma nicobaricum
Enhydrosoma nicobaricum är en kräftdjursart som beskrevs av Sewell 1940. Enhydrosoma nicobaricum ingår i släktet Enhydrosoma och familjen Cletodidae. Inga underarter finns listade i Catalogue of Life.